# پابلو پرز
پابلو پرز (انگلیسی: Pablo Pérez؛ زادهٔ ۱۰ اوت ۱۹۸۵) بازیکن فوتبال اهل بولیوی است.
وی همچنین در تیم ملی فوتبال آرژانتین بازی کرده‌است که در پست هافبک برای نیولز اولد بویز بازی می‌کند.